# Gilli Rólantsson
Gilli Rólantsson Sørensen (født 11. august 1992) er en færøsk fodboldspiller, der spiller for Vejle Boldklub og for Færøerne. Han har tidligere spillet for AaB i Superligaen, B36 Tórshavnog TB Tvøroyri og den skotske klub Aberdeen F.C.s U/19-hold. Han er tidligere kaptajn for Færøernes U/21-landshold. Han spillede tidligere som angriber, men på Færøernes landshold har han flere gange spillet som venstre back, og som højre back. Han har tidligere spillet for bl.a. SK Brann i Eliteserien og for AaB i Superligaen.

## Karriere

### AaB
Rólantsson skiftede til AaB pr. 1. januar 2014, hvor han skrev under på en aftale gældende frem til 31. januar 2015.
Han fik sin debut for AaB, da han blev skiftet ind i DBU Pokalen mod AC Horsens den 9. april 2014. Debuten i Superligaen fik han den 29. september 2014, da han blev skiftet ind i det 83. minut i stedet for Søren Frederiksen i et 1-0-nederlag ude til FC Vestsjælland. Han spillede ni kampe i Superligaen i sin første sæson i klubben.
Den 9. juni 2015 blev det offentliggjort, at Gilli Sørensen havde forlænget sin kontrakt med AaB frem til 30. juni 2018.

### SK Brann
I august 2016 blev Rólantsson solgt til Brann, der spiller i Eliteserien i Norge.

### Landshold
Rólantsson scorede sit første mål for Færøernes A-landshold den 3. september 2017 i VM-kvalifikationskampen mod Andorra på hjemmebane. Færøerne vandt kampen 1-0 og havde 8 point efter kampen, hvilket var rekord. Det højeste antal point i en af de store kvalifikationer før det var 7 point. I 2020 fik Færøerne 12 point i UEFA Nations Leage D, gruppe 1 og rykkede op i League C. Rólantsson spillede med i fire af de seks kampe. Han var ikke med i hjemmekampen mod Malta og udekampen mod Andorra i september 2020, fordi han fik COVID-19 i august 2020. Han spillede med igen den 10. oktober 2020, da Færøerne spillede uafgjort 1-1 mod Letland på hjemmebane, og igen i november, da Færøerne den 17. november 2020 endte med at vinde League D, gruppe 1 med 12 point og rykkede op i Nations League C.